# MBC Every 1
MBC Every 1  è un canale televisivo sudcoreano, proprietà di MBC Plus, una divisione di Munhwa Broadcasting Corporation. È stato lanciato il 1º gennaio 2003 come MBC Movies. Il canale è stato cambiato in MBC Every 1 il 15 ottobre 2007.